# لوكا غوتي
لوكا غوتي (بالإيطالية: Luca Gotti)‏ هو لاعب كرة قدم إيطالي سابق، ولد في 13 سبتمبر 1967 في أدريا في إيطاليا.

## وصلات خارجية
- لوكا غوتي على موقع قاعدة بيانات كرة القدم.إي يو (الإنجليزية)